# Давидов Іван Микитович
Іва́н Мики́тович Дави́дов (нар. 15 січня 1933, село Минковичі, тепер Стародорозького району Мінської області, Республіка Білорусь — 1981, місто Шахтарськ Донецької області) — український радянський діяч, шахтар, новатор виробництва у вугільній промисловості. Герой Соціалістичної Праці (1971). Член ЦК КПУ у 1971—1981 р.

## Біографія
У 1950 році закінчив школу фабрично-заводського навчання. Після закінчення школи працював у Нижньо-Сергинському ліспромгоспі Свердловської області РРФСР. У 1952 — 1955 р. — у Радянській армії.
У 1955—1981 р. — прохідник, бригадир прохідників шахти № 4—9 комбінату «Шахтарськантрацит», бригадир прохідників шахти «Контарна» виробничого об'єднання «Шахтарськантрацит» міста Шахтарська Донецької області.
Член КПРС з 1961 року.
Один з ініціаторів швидкісної проходки гірничих виробок.

## Нагороди
- Герой Соціалістичної Праці (30.03.1971)
- орден Леніна (30.03.1971)
- орден Жовтневої Революції
- орден «Шахтарська слава» трьох ступенів
- медалі
- почесний громадянин міста Шахтарська
- лауреат Ленінської премії (1964)